# Zafarrancho
El zafarrancho es la secuencia ordenada de actividades dirigidas a dejar dispuesta y preparada una embarcación, instalación o estancia, al objeto de desempeñar una tarea concreta.
En  náutica, se entiende como el esfuerzo conjunto realizado por la tripulación del navío y dirigido a salvar situaciones de apremio o emergencia.
Coloquialmente, el término se emplea además con un significado equivalente a "limpieza general", "destrozo" o "riña", según sus diferentes acepciones.

## Etimología
La palabra zafarrancho proviene de las palabras castellanas zafar y rancho. La palabra zafar tiene una etimología incierta. Se ha propuesto que proviene del árabe hispano [a]záḥ, y este del árabe clásico azāḥa, que significa “librar”,“apartar”, “quitar estorbos”. También se ha propuesto que deriva del inglés save, safe con significado de salvarse o salvar. Por su parte, la palabra rancho deriva de ranchar, procedente del francés antiguo ranger, "alinearse", que a su vez tiene su origen en ranc, "fila", y que hace referencia a cada una de las divisiones de la marinería que se realizan para el buen orden y disciplina en los buques.
Por ello, el término se emplea habitualmente para referirse al acondicionamiento de las partes de la embarcación previo a una faena o acción determinada.

## Tipos de zafarrancho

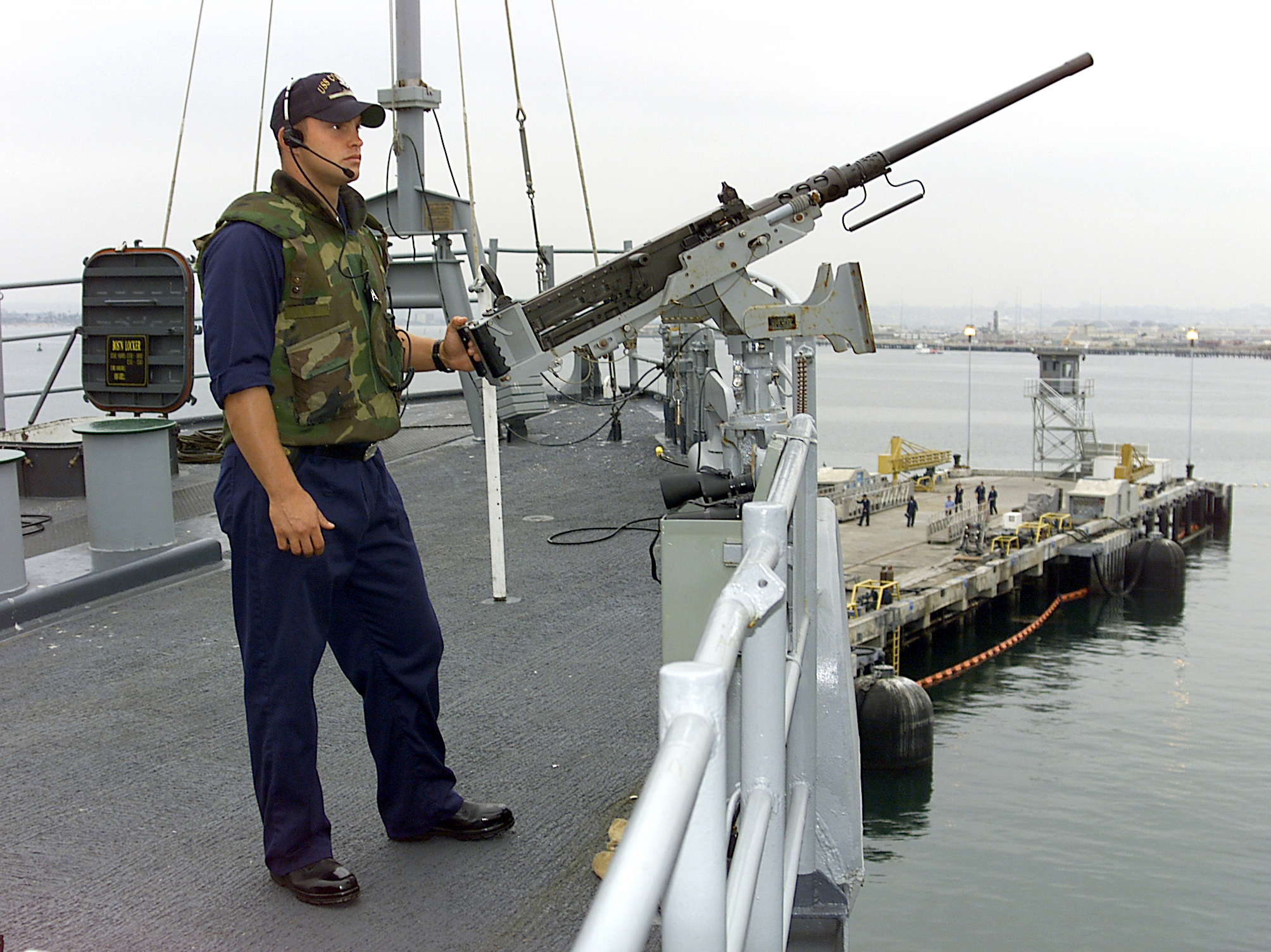
Cuando se ordena el zafarrancho de combate, los artilleros acuden a sus puestos.

- Zafarrancho de combate.  Se refiere a la preparación de la embarcación para afrontar una acción de combate. Se realiza en los buques de guerra y suele participar en él la totalidad del personal.
- Zafarrancho de siniestro. Es la organización que adopta el barco para contrarrestar los efectos negativos producidos por colisión, incendio, explosión o cualquier otra secuela de accidente mayor o guerra. Dentro del zafarrancho de combate está implícito el de siniestro, pero este debe ser convocado especialmente, y cubre solamente el personal designado para una función específica dentro del sistema de control de averías.
- Zafarrancho de abandono. Es la orden de evacuación de la nave dada por el capitán (o quien lo reemplace en ese momento) cuando no quedan esperanzas de mantener la embarcación a flote. Lo cubre la totalidad del personal, y cada uno concurre a la estación de balsas salvavidas que tenga previamente asignada.